# Chigijeva palača
Chigijeva palača (ital. Palazzo Chigi [paˈlattso ˈkiːdʒi]) je palača in nekdanja plemiška rezidenca v Rimu, ki je sedež Sveta ministrov in uradna rezidenca italijanskega predsednika vlade. Od 13. februarja 2021 je najemnik Chigijeve palače premier Mario Draghi.  Stoji na trgu Piazza Colonna, poleg Palazzo Montecitorio, sedeža poslanske zbornice.

## Zgodovina
Arhitekturna zgodovina Chigijeve palače obsega več kot tri stoletja, v katerih je sledilo več projektov in stalnih prilagoditev nenehno spreminjajočim se potrebam palače. Palačo s pogledom na Piazza Colonna in Via del Corso je leta 1562 zgradil Giacomo della Porta. 28. januarja 1578 je konzistorialni odvetnik Pietro Aldobrandini, brat bodočega papeža Klemena VIII., kupil hišo na ulici Via del Corso. Projekt je bil zaupan arhitektu Matteu Bartoliniju iz Città di Castello. Aldobrandini je že imel lastnino ob cesti, ki meji na tako imenovani otok Colonna, ki se povezuje prek del Corsa z Montecitoriom, nameraval pa je združiti obe posesti. Ob smrti Pietra Aldobrandinija je njegov sin nepremičnine prodal Paolu Fossanu, ki je nadaljeval delo na strani Via del Corso.
Leta 1616 je kardinal Pietro Aldobrandini, nečak Klemena VIII., odkupil družinsko hišo in nadaljeval z gradnjo ter vključeval različne hiše v bližini krila, obrnjenega proti prihodnjemu trgu. Leta 1659 ga je kupila družina Chigi, bogata družina bankirjev iz Siene. Nato sta jo predelala Felice della Greca in Giovanni Battista Contini. Ima pet nadstropij, široko stopnišče, ki vodi v dnevne sobe in dvorišče, okrašeno z vodnjakom, ki ga je zasnoval Giacomo della Porta. Vodnjak je bil kopiran na številnih mestih v Rimu in drugih italijanskih mestih.
Po nekaj stoletjih, v katerih je stavba služila predvsem kot dom pomembnih družin papeškega Rima, je bila od konca 17. stoletja stavba uporabljena kot sedež španskega veleposlaništva v Rimu.
20. aprila 1770 je Wolfgang Amadeus Mozart tu imel koncert v prisotnosti Charlesa Edwarda Stuarta. Leta 1878 je postal rezidenca avstro-ogrskega veleposlanika v Italiji. V tem obdobju so palačo poimenovali avstrijsko-vatikanski krt. V začetku 20. stoletja so palačo prizadele pogoste iredentistične demonstracije, ki so zahtevale neodvisnost Trenta in Trsta.

### Institucionalna zgradba
Leta 1916 ga je kupila Kraljevina Italija in postala sedež Ministrstva za zunanje zadeve, ministrstva, odgovornega za vlado kolonialnih posesti v državi in usmeritev njihovega gospodarstva.
Leta 1922, na začetku vladavine Benita Mussolinija, je Chigijeva palača postala uradna rezidenca italijanskega ministra za zunanje zadeve. Leta 1961 je postal uradno zbirališče Sveta ministrov in rezidenca njegovega predsednika, ki je vodja italijanske vlade.
Konec 20. stoletja je bila stavba podvržena obnovi, ki je bila zaključena 7. novembra 1999. Poseg ni vključeval le fasade, temveč tudi sobe kabineta predsednika vlade, ki jih je premier Giuliano Amato prenesel v drugo dvorano palače in da je bil ob tej priložnosti ponovno postavljena na prvotno lokacijo.
28. aprila 2013 je med prisego vlade, ki jo je vodil Enrico Letta, moški Luigi Preiti streljal na dva karabinjerja, Giuseppeja Giangrandeja in Francesca Negrija, pri tem pa ranil slednjega in nosečo mimoidočo osebo.

## Notranjost
Pravokotna zgradba obdaja notranje dvorišče, kjer državne goste sprejemajo z vojaškimi častmi. Glavni vhod je zdaj na južni strani, obrnjen proti Piazza Colonna. Včasih je bila na vzhodni strani Via del Corso, kjer je danes stopnišče. V piano nobile so najpomembnejše sobe na južni in vzhodni strani, vključno s kabinetom predsednika vlade in kabinetno sobo z ustrezno predsobo ter drugimi bogato okrašenimi prostori. Ta del palače približno sovpada s starodavno stavbo, ki jo je družina Aldobrandini naročila po zasnovi Mattea da Castella, slavnega arhitekta Rima iz 16. stoletja. V drugih zgornjih nadstropjih so premierjeva zasebna stanovanja, velika konferenčna dvorana in knjižnica (Biblioteca Chigiana), katerih prvotna zbirka je leta 1923 odšla v Vatikansko knjižnico. Druge sobe se večinoma uporabljajo za konferenčne, predstavniške ali administrativne namene.

## Umetnost
Knjižnična dvorana je bila naročena s strani Agostina Chigija konec 17. stoletja za shranjevanje ogromne knjižnice kardinala Flavia Chigija. Projekt je realiziral Giovanni Battista Contini.
Chigijeva knjižnica ali Chigiana je vsebovala na tisoče dragocenih rokopisov, ki so v veliki meri temeljili na osebni knjižnici papeža Aleksandra VII., člana družine Chigi. Od časa papeža Benedikta XV. je Vatikan poskušal pridobiti to knjižnico, vendar ni imel potrebnih sredstev. Sčasoma je papež Pij XI. dobil nalogo, da se Pietro Tacchi Venturi pogaja o nakupu z novonastalo fašistično vlado Benita Mussolinija. Venturi je uspel prepričati Mussolinija, naj knjižnico brezplačno podari Vatikanu.